# Magic Man (band)
Magic Man is een synthrockgroep afkomstig uit Boston. De band werd gevormd in 2010 als een duo bestaande uit Alex Caplow en Sam Lee, die lo-fimuziek maakten als hobby, maar evolueerde later naar een volledige band, met Justine Bowe, Joey Sulkowski en Daniel Radin. Radin werd later vervangen door Gabe Goodman. Naast het debuutalbum van het duo, "Real Life Color" (2011), heeft de band in 2013 een ep uitgebracht, getiteld "You Are Here", en verscheen in juli 2014 hun debuutalbum "Before the Waves" in de Verenigde Staten.